# Mosquée Mehmet-Agha
La mosquée Mehmet-Agha (en grec moderne : Μεχμέτ Αγά Τζαμί, du turc : Mehmet Ağa Camii) est un édifice ottoman situé dans la ville grecque de Rhodes. Construit au début du XIXe siècle sur un précédent édifice, le monument est aujourd'hui désacralisé.

## Histoire
La mosquée Mehmet-Agha a traversé plusieurs phases de développement tout au long de son existence. Construit sur une ancienne mosquée en ruine en 1819 ou 1820, le bâtiment fut largement remanié en 1875 à la suite du séisme de 1856. Endommagée lors de la Seconde Guerre mondiale, des restaurations furent conduites en 1948. Dans les années 1970, le minaret et le balcon en bois en mauvais état furent déposés. La rénovation de 2004 a notamment permis à l'édifice de retrouver ces deux éléments,.

## Architecture
La mosquée est située rue Sokrátous, dans le centre commercial de la ville médiévale de Rhodes. Elle est vraisemblablement érigée sur les ruines d'une ancienne structure de l'époque des Hospitaliers, le rez-de-chaussée accueillant aujourd'hui des commerces n'ayant d'ailleurs jamais eu de fonctions religieuses. Un large pilier cylindrique, de grands arcs et des poutres métalliques supportent la structure.
L'ensemble architectural et décoratif est relativement simple, sans grande ornementation dans les espaces intérieurs. À l'étage, la salle de prière rectangulaire d'environ 10 × 9,3 mètres comporte un minbar en bois et un mihrab surmonté d'un arc trilobé dans le mur sud-est. Elle est précédée d'un vestibule tenant lieu de porche interne mesurant environ 9,3 × 3,3 mètres, accessible depuis un escalier en pierre de dix-huit marches au sommet duquel est gravée l'année 1820, date de construction initiale de l'édifice.
Contrairement à la plupart des mosquées ottomanes, la mosquée Mehmet-Agha n'a pas de dôme mais un toit à pignon en bois formant de grands encorbellements en façade. Les fenêtres extérieures sont surmontées d'une rangée d'ouvertures rectangulaires en arc pointu. Les murs sont construits avec des pierres de tuf rouge réutilisées. Le minaret en bois et en verre surmonté d'un croissant, reconstruit dans les années 2000, présente une architecture polygonale d'inspiration syrienne unique en Grèce.

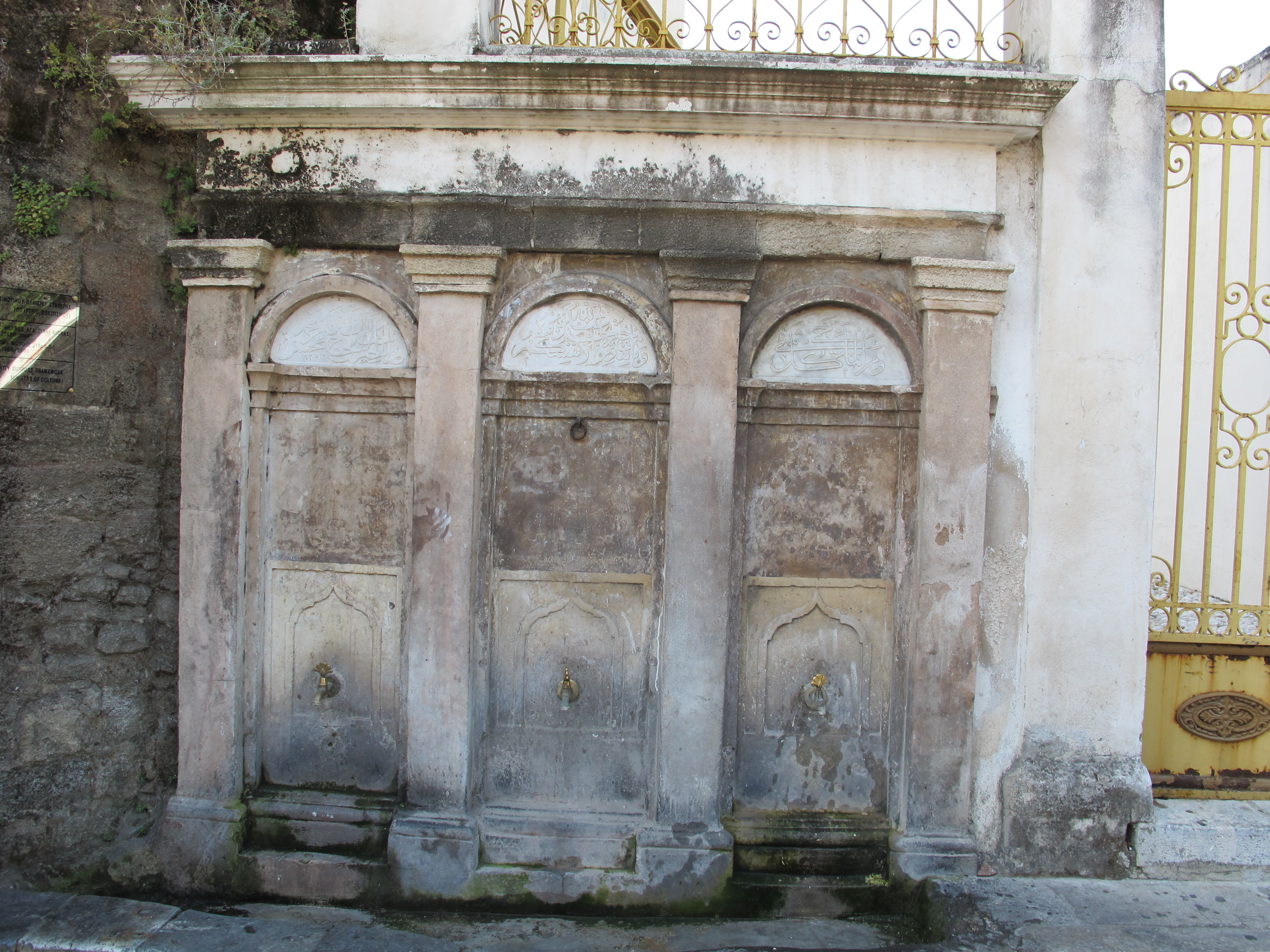
Fontaine au nord-ouest de la mosquée.

Une fontaine au nord-ouest de la mosquée a été ajoutée au cours de la deuxième période de construction en 1875, comme l'indique une plaque sur le monument. Elle remplissait alors deux fonctions ; la première celle de permettre les ablutions rituelles avant la prière, la seconde celle d'abreuver les passants. Les trois points d'eau de la fontaine entourés d'arcs brisés sont séparées par quatre piliers de pierre, entre lesquels sont insérés des panneaux de marbre semi-circulaires portant des inscriptions.